# دنيس جونسون (عداء سريع)
دنيس جونسون (بالإنجليزية: Dennis Johnson) هو عداء سريع جامايكي، ولد في 1939 في كينغستون في جامايكا.

## وصلات خارجية
- دنيس جونسون على موقع أوليمبيديا (الإنجليزية)
- دنيس جونسون على موقع اتحاد ألعاب الكومنولث (مؤرشف) (الإنجليزية)